# Bicinum
Bicinium – kontrapunktalna pieśń na dwa głosy popularna w XVI wieku. Współcześnie przywołana przez między innymi Bartóka jako pieśń oparta na dysonasowej harmonii